# Сивоголовий кіптявник
Сивоголовий кіптявник (Cnemarchus) — рід горобцеподібних птахів родини тиранових (Tyrannidae). Представники цього роду мешкають в Андах.

## Таксономія і систематика
Традиційно рід Cnemarchus вважався монотиповим і включав лише сивоголового кіптявника (Cnemarchus erythropygius). Молекулярно-філогенетичне дослідження, результати якого опубліковано 2020 року, показало, що сивоголовий кіптявних був сестринським видом по відношенню до високогірної монжити з монотипового роду Polioxolmis. Ці два види розділилися приблизно 4,5 млн років тому. За результатами цього дослідження високогірну монжиту було переведено до роду Cnemarchus.
Молекулярно-генетичне дослідження, проведене Телло та іншими в 2009 році дозволило дослідникам краще зрозуміти філогенію родини тиранових. Згідно із запропонованою ними класифікацією, рід Сивоголовий кіптявник (Cnemarchus) належить до родини тиранових (Tyrannidae), підродини віюдитиних (Fluvicolinae) і триби монжитових (Xolmiini). До цієї триби систематики відносять також роди Гохо (Agriornis), Негрито (Lessonia), Дормілон (Muscisaxicola) Смолик (Hymenops), Ада (Knipolegus), Сатрапа (Satrapa), Монжита (Xolmis), Кіптявник (Myiotheretes) і Пепоаза (Neoxolmis).

## Види
Виділяють два види:
- Кіптявник сивоголовий (Cnemarchus erythropygius)
- Монжита високогірна (Cnemarchus rufipennis)

## Етимологія
Наукова назва роду Cnemarchus походить від сполучення слів дав.-гр. κνημος — гірський схил і αρχος — правитель.